# Carnaval de Zalduondo
El Carnaval de Zalduondo es una tradición que se celebra el domingo de Carnaval en la localidad alavesa de Zalduendo de Álava. Es considerado el carnaval más antiguo de Álava.

## Historia
Los primeros escritos encontrados que evidencian la existencia del carnaval (carnestolendas) en Zalduondo datan de 1739.Ese año, el alcalde de Zalduondo retuvo a varios mozos en la cárcel y metió preso al tamborilero, tras desobedecer este último sus órdenes. Por ello, los vecinos decidieron recurrir a la Real Audiencia y Chancillería de Valladolid, para que al corregidor se le condenase “en las penas en que ha incurrido como perturbador de la paz oponiéndose a las loables y antiguas costumbres que ha tenido y tiene esta Villa" impidiendo la correcta celebración de las carnestolendas y el Corpus Christi. La vecindad alegaba que desde “inmemorial tiempo de esta parte se ha tenido y tiene la práctica y costumbre de regocijarse la gente especialmente en los días y festividades más solemnes del año al son del tamboril y lo mismo el Domingo y Martes de Carnestolendas”. Un ejemplo de lo asentada que estaba esta fiesta, según Ander Gondra Aguirre.

El sermón más antiguo que se conoce, es de 1897-1898 y fue rescatado por Blas Arratíbel en 1920.Por ello, el Carnaval de Zalduondo es considerado el carnaval más antiguo de Álava.Según el documento que escribió Blas Arratibel sobre el carnaval de Zalduondo:[cita requerida]
“El Markitos y su sermón de condena son muy antiguos. Obra en mi poder una copia íntegra de uno de estos sermones, el del año 1898, sermón que por azar encontré en el desván de mi casa, un tanto estropeado, allá por el año 1920…”
En 1974 se pidió permiso al Gobierno Civil para celebrar el carnaval. No se dio respuesta y salieron de carnaval. En el año 1975, después de la prohibición del franquismo, se recuperaron el domingo de Carnaval. La labor de recuperación la llevó a cabo la vecindad de Zalduondo con la ayuda de tres etnógrafos (Blas Arratibel, Martiniano Martínez de Ordoñana y Joaquín Jiménez) que tenían datos de su existencia antes de 1936.
El carnaval representa la captura, juicio y quema de Markitos, chivo expiatorio de los males acontecidos durante el año.

## Descripción
La asociación cultural de Zalduondo, creada en 1976, encargada de organizar los carnavales, convoca una asamblea para organizar los preparativos y hacer el reparto de personajes. Hay personas encargadas de coser los trajes, decorar el pueblo, preparar el vino caliente, etc.Para el atrezzo y la indumentaria se utilizan materiales del medio rural: palos, cenizas, pieles de ovejas.  Se ha innovado en su composición interna, con materiales lavables y reutilizables.

### Personajes

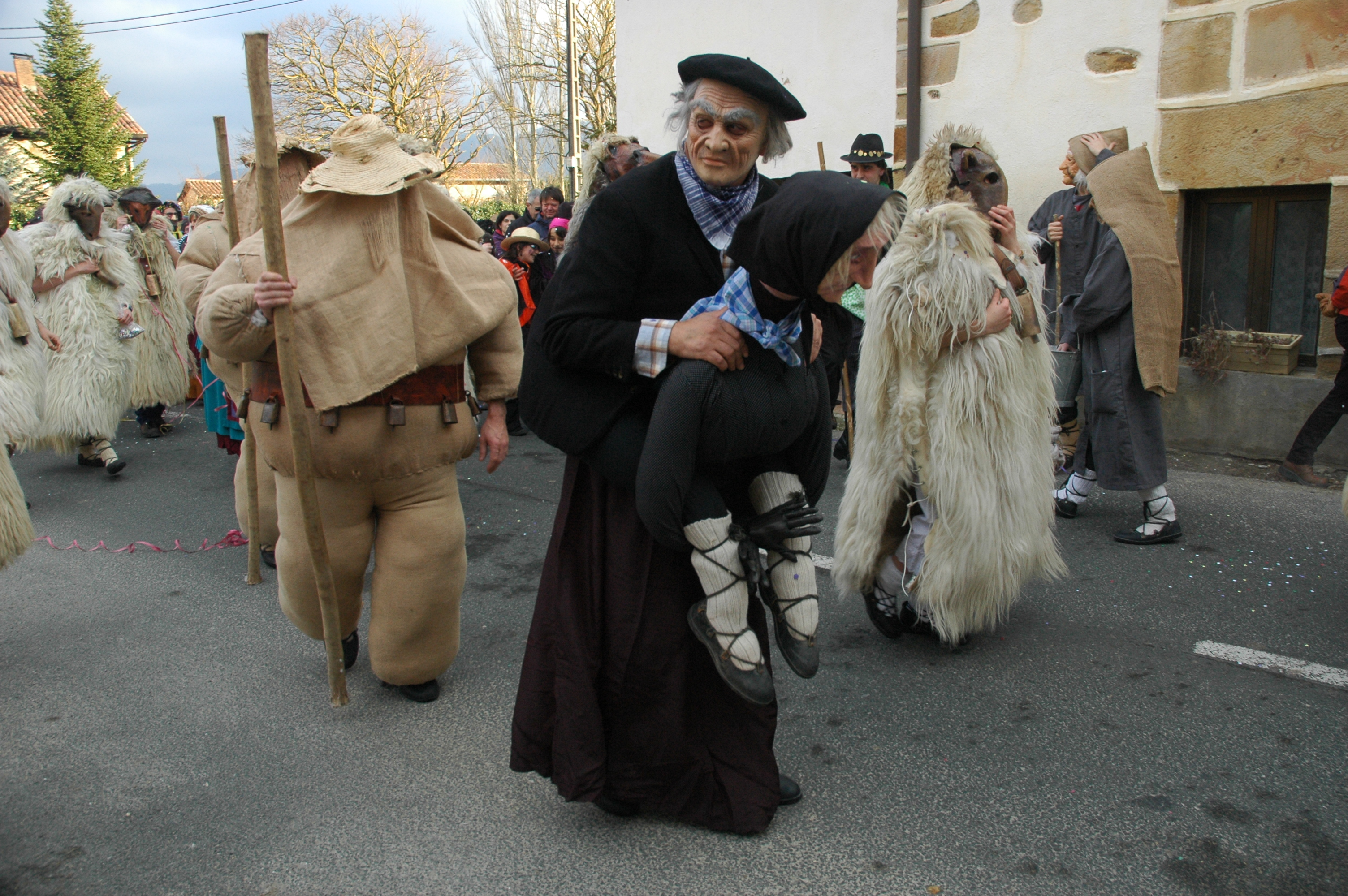
Porreros, vieja, viejo y ovejas

El protagonista principal es Markitos, un muñeco vestido con americana, boina negra y pantalón negro, que va adornado con un collar de 13 huevos pintados. Es el chivo expiatorio que ejemplifica todos los males.
La persona predicadora redacta, lee el sermón y condena a Markitos. Rebaño de ovejas, formado por la gente joven que tiene 16 años o más. Los trajes están realizados con pieles de oveja. Tras dos años siendo ovejas, pueden ser otros personajes. Un/a pastor/a que acompaña las ovejas, un cenicero que va echando ceniza a la gente (de Markitos del año anterior). Un/a cenicera/o que esparce la ceniza y un/a barrendera/o que va detrás limpiando. Un oso junto a su domador/a. La vieja lleva al viejo a ricotes y representan a los padres de Markitos. Dos personas hacen de bueyes llevando un arado y una persona lleva los bueyes.Los porreros, son dos personajes muy vistosos hechos con sacos, van con cencerros, son muy grandes y deformes.

### Desarrollo

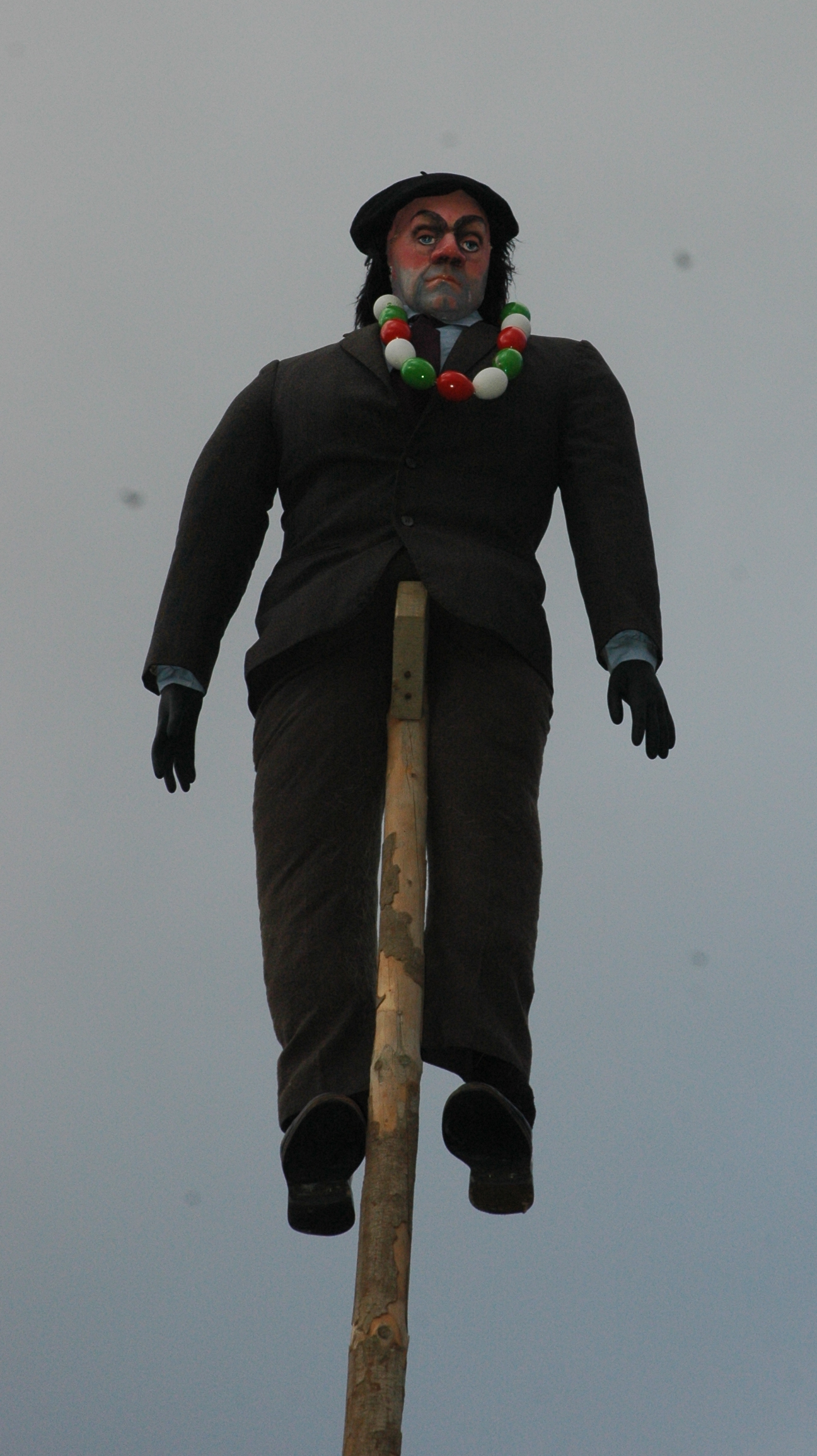
Markitos empalado

A las 13:00 horas, delante de Lazarraga Kulturgunea, sede del Museo Etnográfico de Zalduondo y de la asociación cultural que organiza los carnavales, sale Markitos en un burro en un pasacalles con una banda de música anunciando a la vecindad que Markitos ha sido capturado y va a ser juzgado por la tarde. Se le empala a Markitos en un palo de 7 metros (llamado "la lata"), para escarnio público. Se baila alrededor de él. Y se van a comer.

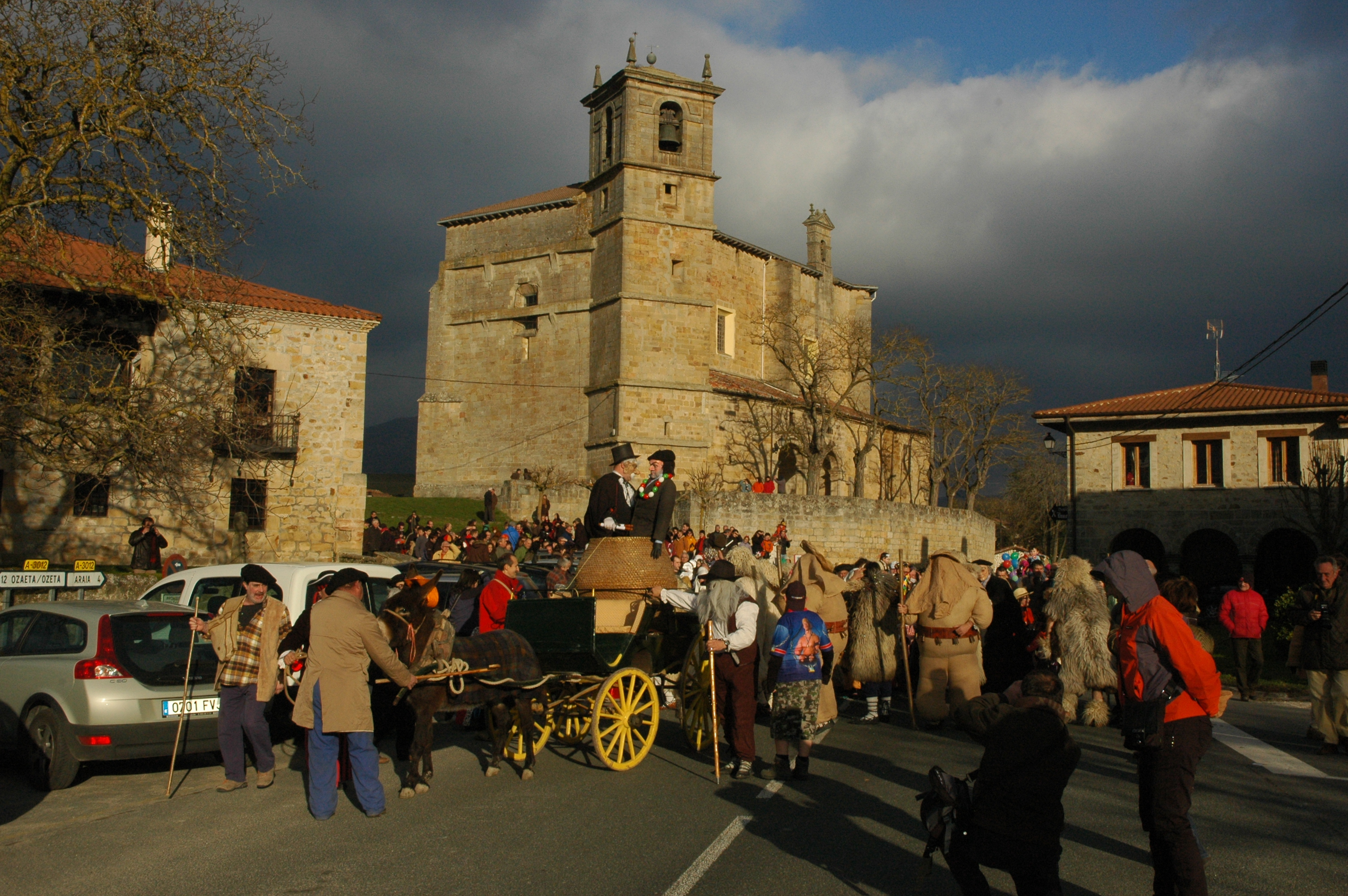
Carnavales de 2009

Por la tarde, se preparan todos los personajes para realizar el pasacalles. Y a las 17:30 de la tarde, se desempala a Markitos de la lata (el palo en el que se le ha empalado), se le pone en un carro y va junto con la persona predicadora. Se hace el pasacalles con música con una comparsa de más de 30 personas disfrazadas. Se ha incorporado una dantza y es un momento en el que se aglutina la comparsa. Se sigue el recorrido invitando a la gente a asistir al juicio a Markitos, que se celebra en la plaza del pueblo.
El juicio es público y lo protagoniza la persona predicadora, elegida por la asociación cultural. Hasta el momento de la lectura del sermón no se sabe el contenido del sermón. En él se acusa a Markitos de todas las fechorías que ha hecho a lo largo del año en contra de la vecindad.

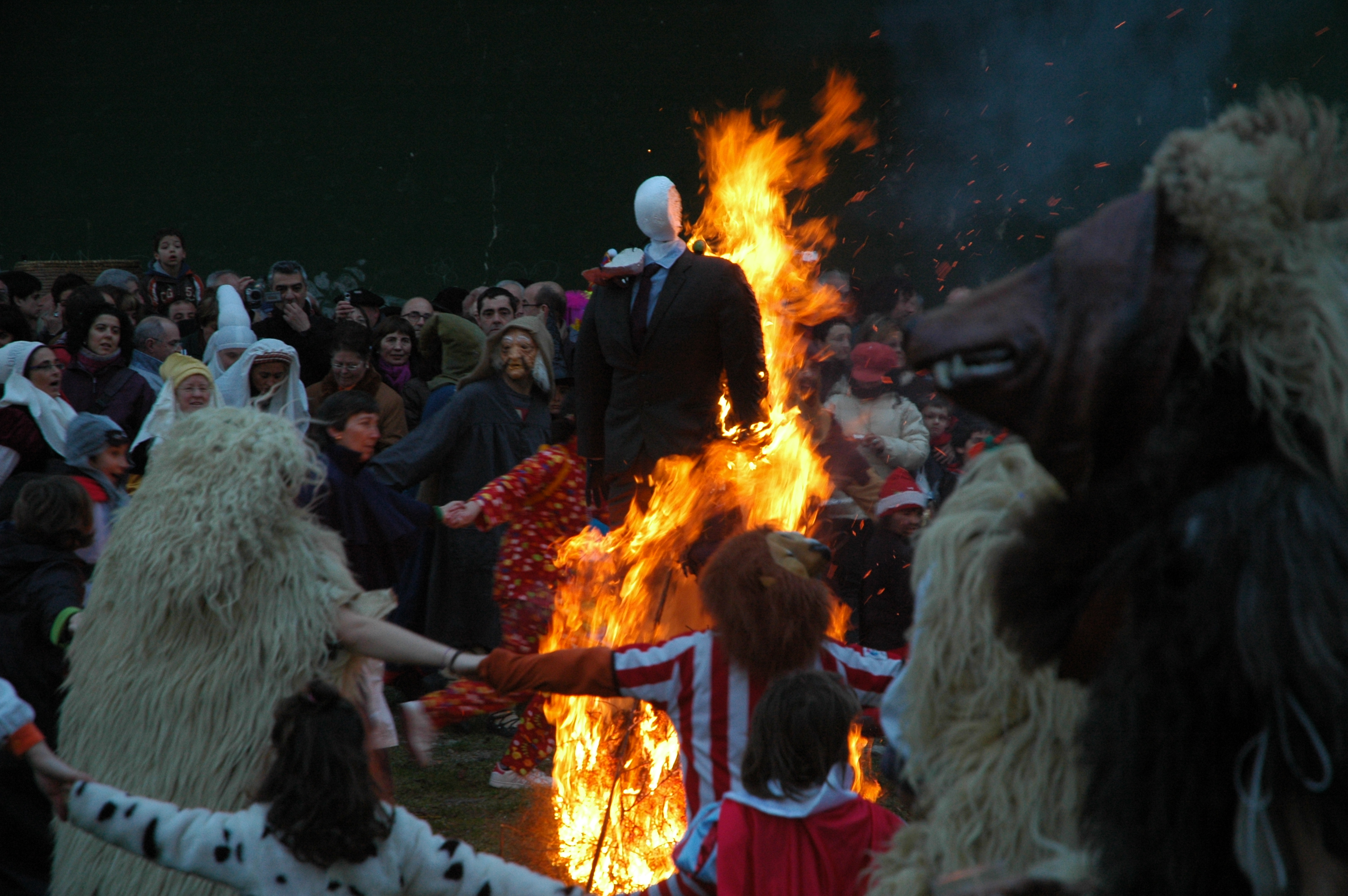
Quema de Markitos

Markitos juzgado y condenado a muerte, es quemado en una hoguera, tras lo cual se reparte vino caliente a quienes asisten al juicio. Como en otros muchos ritos, el fuego tiene una función purificadora y con él se queman y desaparecen, gracias a un proceso de catarsis, los males y conflictos vecinales, volviendo a la vida en armonía destruida por Markitos.
La fiesta es civil, no religiosa, por lo que la aparición de palabras como "sermón" y "predicador" en lugar de "pliego de cargos" y "fiscal" es considerada una influencia de la Iglesia y la religión católica sobre la sociedad rural. En los primeros años los sermones recogían los hechos locales o cercanos. Más recientemente, aparecen también hechos ocurridos a lo largo y ancho del mundo. Cada 10 años se publican los sermones leídos, una cronología de los sucesos del pueblo, de Álava y del mundo.

### Legado del carnaval
El carnaval es vivido con mucha intensidad y es considerado un momento que contribuye a aglutinar al pueblo. Hacer reuniones abiertas y asambleas ha ampliado la participación vecinal y juvenil en la organización del carnaval.Se ha conseguido transmitir con éxito a la gente joven el valor y el significado del carnaval. Por ello, la continuidad en el futuro de los carnavales de Zalduondo está asegurado, en palabras de Lurdes Lekuona.

## Promoción del carnaval rural en Álava
En el año 2008 se creó la Asociación cultural de carnavales rurales de Álava (AHIK) para dar visibilidad y poner en valor los carnavales rurales de Álava.
En el Museo Etnográfico de Zalduondo hay una sección dedicada al carnaval rural alavés. Además de Zalduondo, se muestran los carnavales conjuntos de Ilarduia, Egino y Andoin (ILEGAN) con el personaje del Hombre de Paja; Kuartango con la vieja de Arriano; Santa Cruz de Campezo con Toribio; o Salcedo con el Porretero.

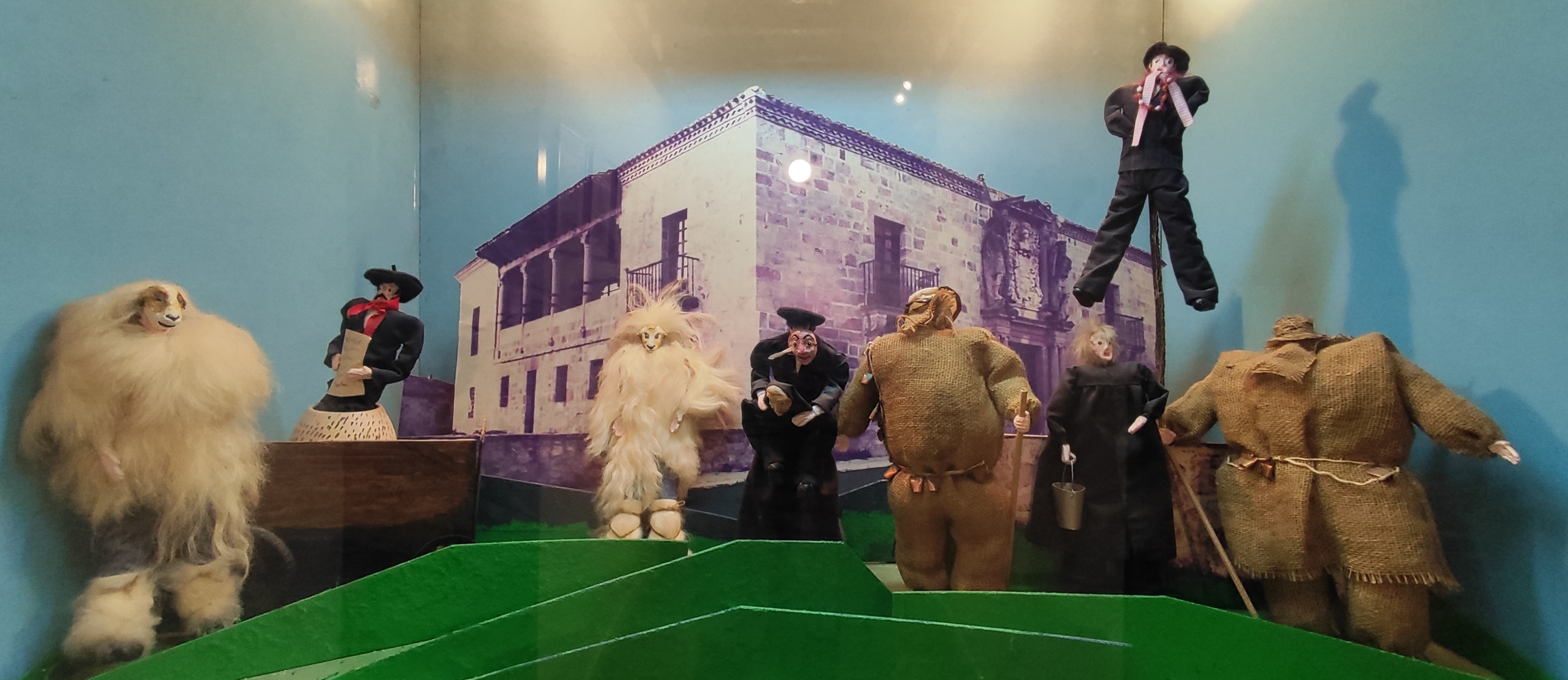
Personajes del carnaval de Zalduondo, Museo Etnográfico de Zalduondo

## Premios y reconocimientos
- Junto con otros 125 carnavales rurales que se organizan en distintas localidades de Álava fueron la primera manifestación cultural inmaterial registrada y catalogada por la Administración vasca en el año 2014.[16][17][18]
- En 2025 se celebró el 50 aniversario de la recuperación de sus carnavales,[19][20]con una programación especial.[21]

## Véase también

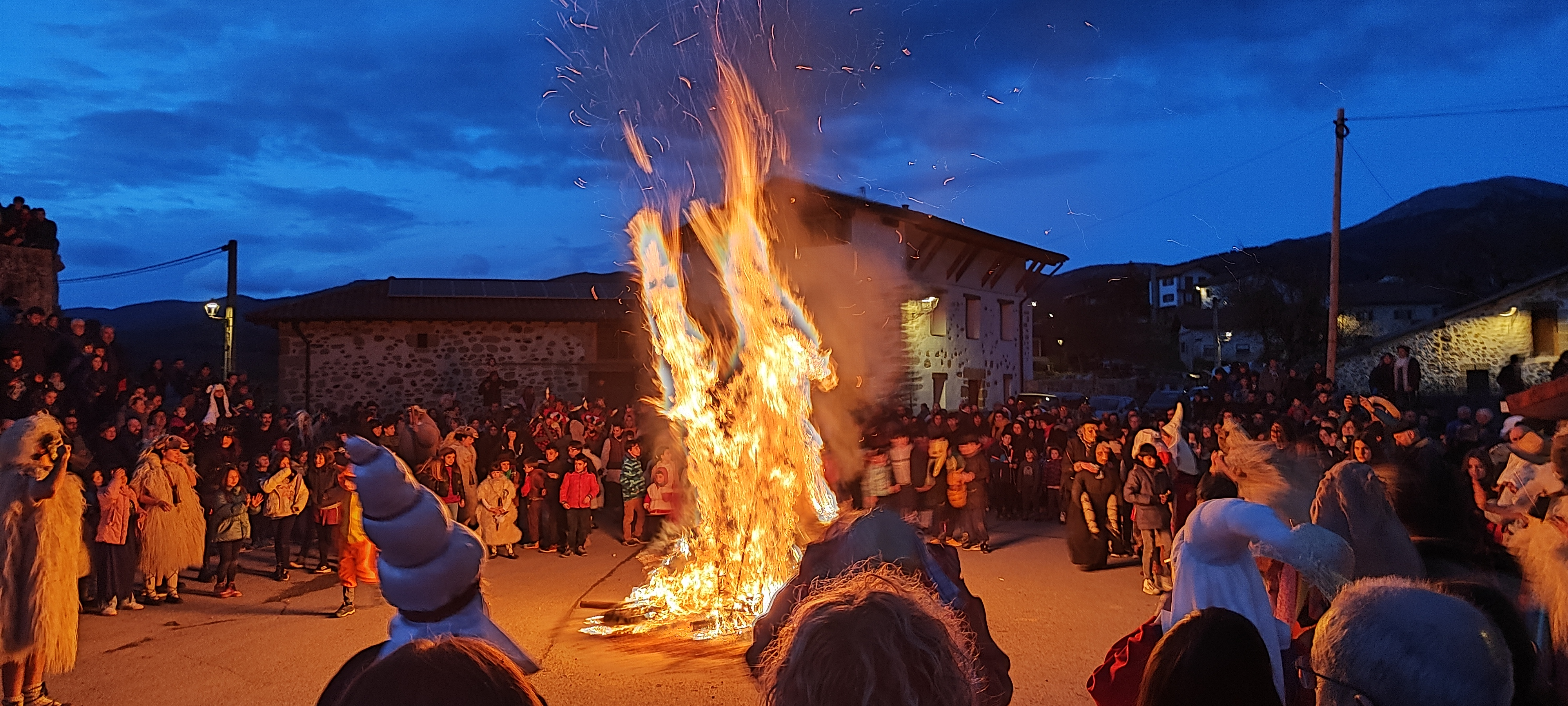
El pueblo baila alrededor de la hoguera